# Мексиканская гаичка
Мексиканская гаичка (лат. Poecile sclateri) — вид певчих птиц семейства синицевых. Выделяют четыре подвида. Эндемик Мексики. Видовое название дано в честь британского адвоката и зоолога Филипа Склейтера (англ. Philip Lutley Sclater, 1829—1913). Традиционно мексиканскую гаичку помещали в род Parus. На основании генетических (последовательность цитохрома b в мтДНК) и морфологических данных, вместе с остальными видами гаичек, была перемещена в род Poecile.

## Описание
Мексиканская гаичка достигает длины 12,5-13,5 см и массы от 7,5 до 12 г; размах крыльев 18—21 см. Половой диморфизм не выражен. Верхняя часть головы (от клюва до затылка; включая заглазничную область и верхнюю половину области уздечки) и задняя часть шеи однородного чёрного цвета, со слабым голубоватым отливом. Скуловая область, подбородок, горло и верхняя часть груди также однородного чёрного цвета. Боковые стороны головы и шеи между двумя чёрными участками белые. Спина, лопатки, малые кроющие перья крыльев, надхвостье и верхние кроющие перья хвоста тёмно-оливкового или мышино-серого цвета, надхвостье с более выраженным оливковым оттенком. Крылья и хвост тускло-серого цвета с серой окантовкой, окантовка более светлая на маховых и рулевых перьях. Бока и нижние кроющие перья хвоста оливково-серые (более бледные и с более выраженным оливковым оттенком, чем спина). Средняя часть нижней части груди и брюхо белые. Клюв чёрный, радужная оболочка тёмно-коричневая; ноги голубоватые.

## Биология
Мексиканская гаичка питается ниже двух метров от верхушек деревьев, как правило, зимой кормится на более высоких уровнях (слой 5—10 м от земли), чем летом (1—5 м). В дубово-сосновых лесах на юге Дуранго летом и зимой предпочитают дубы, а не сосны, вероятно, потому, что в соснах меньше членистоногих, особенно зимой. Добывает пищу, прыгая по веткам. Обычно собирает пищу с листвы и веток деревьев и кустарников, а также с сосновых шишек, часто повисая вниз головой. В состав рациона входят насекомые и мелкие гусеницы.
Гнездо размещается в естественном углублении дерева или пня на высоте до 11—18 м от земли в соснах и до одного метра от земли в развилках дуба. Представляет собой чашечку, выстланную шерстью млекопитающих, серёжками и мхом. В кладке 5—9 яиц тускло-белого цвета, почти без блеска; с мелкими бледными красновато-коричневыми пятнами, главным образом на тупых концах. Форма яиц варьируется от яйцевидной до удлиненно-яйцевидной. Средняя длина и диаметр яиц 15,4 × 11,9 мм. Насиживает кладку только самка, у которой, как и у других синицевых, есть наседное пятно. Покидая гнездо, она укрывает яйца материалом лотка. Самцы кормят самок возле гнезда во время насиживания. Инкубационный период продолжается 11—14 дней, птенцы оперяются через 18—21 день. Птенцов кормит только самец, самка добывает пищу самостоятельно, обычно в пределах 4 м от гнезда.

## Подвиды и распространение
Мексиканская гаичка обитает в горных районах Мексики (Западная Сьерра-Мадре, Южная Сьерра-Мадре, Поперечная Вулканическая Сьерра). Встречается на высоте от 2000 до 3510 м над уровнем моря. В США ареал размножения ограничен несколькими местами на крайнем юго-западе на высоте около 2130 м.
Выделяют четыре подвида:
- Poecile sclateri eidos (Peters, 1927) — юго-запад США и север Мексики
- Poecile sclateri garzai (Phillips, 1986) — северо-восток Мексики
- Poecile sclateri sclateri (Kleinschmidt, 1897) — центр Мексики
- Poecile sclateri rayi (Miller & Storer, 1950) — юг Мексики